# Деметриос Петрококинос
Деметриос Петрококинос (грч. Δημήτριος Πετροκόκκινος; Лондон, 17. април 1878 — ?) је грчки тенисер, који је учествовао на тениском турниру првих Олимпијских игара 1896. у Атини.
Петрококинос је поражен у првом колу тениског турнира за појединце од грчког колеге Евангелоса Ралиса и пласирао се између 8. и 13. места.
На тениском турниру за мушке парове, Петрококинос се поново сусрео са Ралисом у првом кругу. Овај пут, Петрококинос и његов партнер Дионисиос Касдаглис из Египта су поразили грчи пар Евангелос Ралис — Константинос Паспатис. У другом колу опет побеђују, овог пута мешовити пар Едвина Тедија Флека из Аустралије и Џорџа Стјуарта Робертсона из Уједињеног Краљевства и пласирали су се у финале. У финалу су играли против још једног мешовитог пара Џон Пиус Боланд из Уједињеног Краљевства и Фридрих Траун из Немачког царства и били су поражени. Сребрна медаља коју су освојили приписана је Мешовитом тиму.